# Орден Пія IX
Орден Пія IX — третій по-старшинству орден Ватикану.

## Історія
Орден був заснований папою Пієм IX 17 червня 1847 року бреве «Romanis Pontificus» з нагоди першого року його понтифікату.
Хоча, попередній папа Григорій XVI скасував титули, асоційовані з орденом Золотої шпори, Пій IX знову ввів присвоєння папського дворянства для першого і другого класів свого ордена. Дворянство було спадковим для першого класу і особистим для другого. Лицарям вручалися лише інсигнії ордена.
11 листопада 1939 року папа Пій XII листом «Litteris suis» скасував усі титули і постановив, що заслуги повинні надалі винагороджуватися лише почесними званнями, а не дворянством.

## Статут

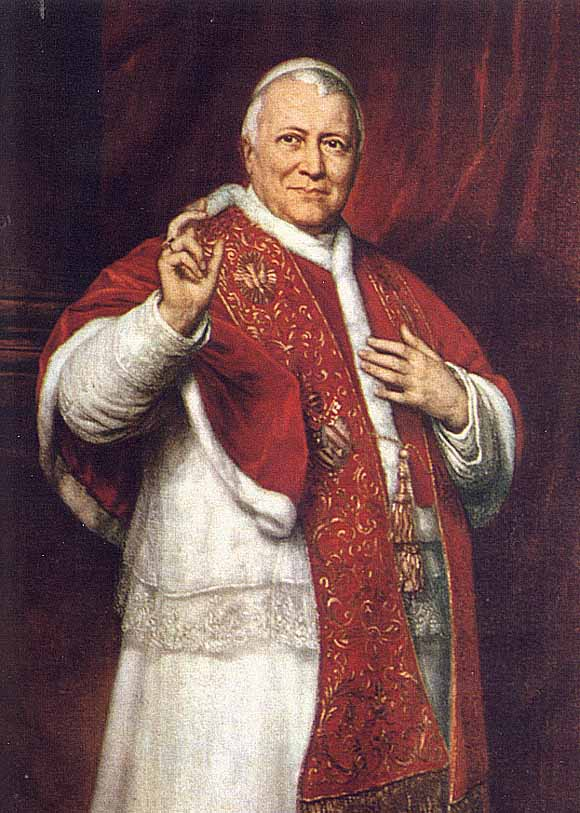
Папа Пій IX, засновник ордена

В 1987 році Державний секретаріат Святого Престолу опублікував критерії нагородження орденом Пія IX. У цьому документі серед іншого зазначено таке:
«Орден Пія IX, заснований в 1847 році папою Пієм IX для нагородження за видатні заслуги перед церквою і суспільством, в даний час вручається за заслуги перед папою, переважно дипломатам, акредитованим при Святому Престолі, державним діячам або представникам держав або монархів, які перебувають з візитом».
Згідно з первісним статутом, критерієм для нагородження орденом були видатні заслуги перед церквою і суспільством.
У двадцятому столітті орден Пія IX вручався за службу понтифіку, а після 1929 року, коли було утворено державу Ватикан, в статут були внесені значні зміни — орден стали вручати дипломатам, акредитованим при Святому Престолі, і офіційним особам, наприклад, прем'єр-міністрам, міністрам, членам делегацій, які виконують спеціальні доручення, відвідують різні папські заходи — інтронізацію, святкування річниць тощо. Варто зазначити, що орденом Пія IX нагороджують як католиків, так і представників інших конфесій.
Повноважні посли при папському дворі, які пробули на посаді не менше двох років, при закінченні акредитації отримують Великий хрест ордена. Консули і перші секретарі посольств при від'їзді зазвичай отримують ступінь Командора ордена, а дипломати рангом нижче — знаки лицаря.
Чиновників папської адміністрації і офіцерів швейцарської гвардії з різних нагод також можуть нагороджувати орденом Пія IX. Дипломати представництв держав, які не мають повномасштабних дипломатичних відносин зі Святим Престолом, зазвичай нагороджуються відповідним до їхнього рангу класом ордена Святого Сильвестра.

## Ступені
Орден має три ступені:
- Великий хрест
- Командор
- Лицар.

Великий хрест на ланцюзі — особливий ступінь, який вручається главам держав.
Командорський ступінь ділиться на командора із зіркою і командора.
|       |                |                          |                       |                        |
| Лицар | Лицар-командор | Лицар-командор із зіркою | Лицар Великого Хреста | Лицар Золотого ланцюга |

## Опис знаків ордена
Знак ордена — це золота восьмиконечна зірка з синьої емалі з променеподібними штралами між кінцями зірки. У центрі зірки — медальйон з білої емалі із написом золотими літерами «Pivs IX» (Пій IX). Медальйон оточений золотою смугою з написом «Virtuti et Merito». Зі зворотного боку знаку ордена накладено медальйон з білої емалі з датою затвердження ордена римськими цифрами «MDCCCXLVII».
Розмір знака залежить від ступеня. Знак Великого хреста носиться на плечовій стрічці-перев'язі, знак командора — на шийній стрічці, знак лицаря — на нагрудній колодці з лівого боку грудей.
Зірка ордена ідентична знакові ордена, причому зірка Великого хреста більша за розмірами від зірки командора.
Стрічка ордена темно-синя з червоними смужками по краях.

## Нагороджені орденом Пія IX
- Ама Селассіє I
- Антоніу Рамалью Іаніш (1980)
- Беніто Муссоліні
- Галеаццо Чіано (1937)
- Ганна Сухоцька (2004)
- Густав VI Адольф (1967)
- Густав Хайнеман (1973)
- Джанні Летта
- Джанфранко Фіні
- Джевдет Сунай (1967)
- Джорджо Наполітано
- Едвард Бернард Рачінський (1991)
- Йозеф Радецький
- Карло Адзеліо Чампі
- Кшиштоф Скубішевський (1991)
- Лех Валенса (1991)
- Мартін Стропніцький
- Массімо Д'Алема (2006)
- Олаф V (1967)
- Оскар Луїджи Скальфаро
- Ришард Качоровський
- Робер Шуман
- Роберто Мароні (2008)
- Серджо Матарелла (2015)
- Сільвіо Берлусконі (2005)
- Урго Кекконен (1971)
- Франко Фраттіні
- Франц фон Папен
- Франческо Коссіґа
- Хайле Селассіє I (1970)
- Хуан Карлос I (1977)
- Ян Матейко